# Eugen Müller
Eugen Müller, nemški general, * 19. julij 1891, † 1951.